# Alpklematis
Alpklematis (Clematis alpina) är en art i familjen ranunkelväxter från bergsområden i centrala Europa.

## Synonymer
- Atragene alpina L.
- Atragene austriaca Scop.
- Atragene clematides Crantz
- Clematis alpina var. triternata Kuntze
- Clematis atragene Kitt.